# Dead (canción de Buckcherry)
«Dead» es el décimo sexto sencillo por Buckcherry, y el segundo de su quinto álbum, All Night Long.